# Antonio Vega de Seoane Echeverría
Antonio Vega de Seoane Echeverría (San Sebastián, 7 de enero de 1887- ibid., 8 de mayo de 1943) fue un ingeniero de minas y empresario español, que se distinguió por haber sido alcalde de San Sebastián y presidente de su club de fútbol, la Real Sociedad de Fútbol, así como futbolista en su juventud.

## Biografía
Estudió la carrera de Ingeniero de Minas en Madrid. Durante su estancia en la capital española como estudiante jugó al fútbol en las filas del Athletic Club de Madrid Como en aquel entonces el Athletic de Madrid era un filial del Athletic Club llegó a disputar con este otro equipo la Copa del Rey de Fútbol 1909.
En 1912 se casó con Emilia Barroso Sánchez-Guerra, hija del influyente político liberal Antonio Barroso y Castillo, que fue ministro en varios gabinetes entre 1906 y 1916.
Como Ingeniero de Minas, ejerció su profesión en innumerables explotaciones españolas, y también estuvo al frente de los armadores pesqueros guipuzcoanos, creando en Pasajes diversas industrias modernas. Fue presidente de la Federación Española de Armadores de Pesca.
De regreso a su ciudad natal fue presidente de la Real Sociedad de Fútbol en dos etapas diferentes, la primera entre 1915 y 1917; y la segunda entre 1924 y 1927.
Fue también alcalde de la ciudad San Sebastián entre el 1 de octubre de 1923 y el 22 de marzo de 1924, el primer alcalde donostiarra designado por el gobierno del dictador Primo de Rivera. Dimitió a los pocos meses de ejercer su mandato disconforme con el gobierno de Primo de Rivera. Durante su mandato como primer edil consiguió, tras presentar diferentes alegaciones, el derecho a explotar a perpetuidad la Red Telefónica Urbana de San Sebastián. En los años siguientes siguió estando conectado con la política municipal
Su hijo Antonio Vega de Seoane Barroso fue también alcalde de la ciudad de San Sebastián y presidente de la Real Sociedad de Fútbol